# Linha de Frente dos Trabalhadores de Casinos
Die Linha de Frente dos Trabalhadores de Casinos (portugiesisch für Frontlinie der Arbeiter in den Casinos, chinesisch 博彩員工最前線) ist eine politische Partei in der Sonderverwaltungszone Macau, welche Teil der Volksrepublik China ist. Die Vorsitzende ist Cloee Chao.

## Geschichte
Die Partei trat als Wahlliste bei der Parlamentswahl in Macau 2017 an. Sie war die erste Partei in Macau, welche speziell die Interessen der Arbeiter in den Casinos vertrat. Die Linha de Frente dos Trabalhadores de Casinos erhielt bei der Wahl 3.126 Stimmen beziehungsweise einen Anteil von 1,81 % der Gesamtstimmen, was nicht ausreichend war, um einen der 14 direkt gewählten Sitze in der Gesetzgebenden Versammlung von Macau zu erhalten. Sie ist nach der Wahl die drittstärkste außerparlamentarische Kraft.
Die nahestehende Arbeiterorganisation Nova Associação dos Direitos de Trabalhadores da Indústria de Jogos (portugiesisch für Neue Vereinigung für Arbeiterrechte in der Glücksspielindustrie, chinesisch 新澳門博彩員工權益會) organisiert regelmäßig Demonstrationen.

## Ausrichtung
Als Interessenpartei für die Arbeiter in den Casinos fordert die Linha de Frente dos Trabalhadores de Casinos zum Beispiel, dass die Arbeiter mehr Urlaub erhalten. Neben einem generellen Jahresurlaub von 22 Tagen und einer Arbeitswoche mit fünf Werktagen wird auch gefordert, dass ein Vaterschaftsurlaub von fünf Tagen und ein Mutterschaftsurlaub von 90 Tagen bezahlt werden muss. Darüber hinaus sollen die Spielbanken den Arbeitern Nachtvergütungen zahlen, was zum Beispiel auf Kinderbetreuungsdienste zurückzuführen ist. Ein besonders wichtiges Ziel der Partei ist die Einführung eines strikten Rauchverbots in den Spielbanken, welches rund um die Uhr sichergestellt werden muss. Außerdem soll die Regierung Macaus auf der Stelle ein Gewerkschaftsgesetz formulieren. Um die Beschäftigungsverhältnisse der Bewohner von Macau abzusichern, soll es Spielbanken verboten werden, Arbeiter von außerhalb zu importieren.
Mit ihren Forderungen für mehr Arbeitnehmerrechte in den Spielbanken steht die Linha de Frente dos Trabalhadores de Casinos in Opposition zur Regierung Macaus, welche dem Pro-Peking-Lager nahesteht. Da dieses mit seinem Sozialismus chinesischer Prägung viele wirtschaftsliberale Ansichten im Interesse der Arbeitgeber vertritt, steht es der Linha de Frente dos Trabalhadores de Casinos gegenüber. Trotzdem lässt sich die Partei nicht dem Pro-Demokratie-Lager zuordnen, da dafür neben wirtschaftspolitischer Opposition auch eine oppositionelle Haltung zur fehlenden Demokratisierung Macaus durch die Regierung Macaus gegeben sein müsste. Die Linha de Frente dos Trabalhadores de Casinos bezieht allerdings keine Stellung zur Einführung des allgemeinen Wahlrechts für die Wahl des Regierungschef Macaus oder zu anderen Demokratisierungsforderungen des Pro-Demokratie-Lagers.